# Редеа (Арђеш)
Редеа (рум. Redea) насеље је у Румунији у округу Арђеш у општини Бузоешти. Oпштина се налази на надморској висини од 201 m.

## Становништво
Према подацима из 2002. године у насељу је живело 32 становника, од којих су сви румунске националности.